# Martin Smith (Schlagzeuger)
Martin Smith (* 17. Dezember 1946 in Southampton; † 2. März 1997) war ein englischer Schlagzeuger.
Martin Smith war von 1970 bis 1971 der Schlagzeuger auf den Alben Gentle Giant und Acquiring the Taste von Gentle Giant. Er hatte vor der Gründung Gentle Giants in der Band Simon Dupree and the Big Sound gespielt, der auch Phil, Ray und Derek Shulman angehörten.
Das letzte Mal spielte Martin Smith für die Band The Bruce Roberts Blues Band in einem Pub in Warminster Schlagzeug. Zu diesem Zeitpunkt war er in guter gesundheitlicher Verfassung und schien das Leben zu genießen.
Später spielte Martin Smith auf einigen Auftritten der Bad Penny Band rund um Southampton, wo er auch bis zu seinem Tod lebte.
Martin Smith starb am 2. März 1997 nach fünfjähriger Krankheit. Er spielte bis zwei Monate vor seinem Tod noch Schlagzeug, wobei er Hilfe beim Aufbauen des Schlagzeugs benötigte. 150 Menschen, viele davon Musiker, waren bei seiner Beerdigung anwesend, deren Trauerrede Gordon Haskell von King Crimson geschrieben hatte.